# SN 1972E
SN 1972E war eine am 13. Mai 1972 in der Galaxie NGC 5253 entdeckte Supernova. Die kurz nach Erreichen des Helligkeitsmaximums gemessene scheinbare Helligkeit lag bei 8,5 mag. In Bezug auf ihre Helligkeit war das nach SN 1987A die zweithellste entdeckte Supernova ihrer Art im zwanzigsten Jahrhundert. Sie wurde fast 700 Tage lang beobachtet und wurde zum prototypischen Objekt in der Entwicklung des theoretischen Verständnisses von Supernovae vom Typ Ia.

## Hintergrund
Die Supernova wurde von Charles Kowal zirka 56 Bogensekunden westlich und 85 Bogensekunden südlich von NGC 5253 entdeckt.
Die Lage in der Peripherie der Galaxie minimierte Störungen durch Hintergrundobjekte und erleichterte so die Beobachtungen.
Die Position des Objektes im Sternbild Zentaur war ideal für Beobachter auf der Südhalbkugel, es war aber auch auf der Nordhalbkugel noch beobachtbar.
Versuche, die Supernova mit den Satelliten Uhuru und OSO-7
im Röntgenbereich zu beobachten und Gammastrahlung über Tscherenkow-Strahlungsschauern nachzuweisen, ergaben keine eindeutigen Ergebnisse. Die in einem von Schklowski vorgeschlagenen Modell vorhergesagte Röntgenstrahlung konnte zwar nicht bestätigt werden, aber die oberen Grenzen der Messergebnisse konnten das Modell auch nicht ausschließen.
Astrofotometrische und spektroskopische Messungen wurden von vielen Beobachtern im sichtbaren und nahen infraroten bis zirka 700 Tage nach dem Helligkeitsmaximum durchgeführt.
Es wurden interstellare Absorptionslinien von ionisiertem Kalzium im Gas sowohl in unserer Galaxis als auch in NGC 5253 beobachtet, die eine Abschätzung der interstellaren Extinktion erlaubten.
Der weitere Verlauf der beobachteten Lichtkurve, ab etwa 60 Tagen seit Entdeckung, zeigte einen bemerkenswert gleichmäßigen Abfall von 0,01 mag pro Tag. Das entspricht einer Halbwertszeit von fast genau 77 Tagen, die gleich der Halbwertszeit des Kobalt-Isotops 56Co  ist.
Im Standardmodell der Typ Ia Supernovae erzeugt ein Weißer Zwerg zirka eine Sonnenmasse des Nickel-Isotops 56Ni, akkretiert Materie von einem Begleiter und explodiert nach Überschreiten der Chandrasekhar-Grenze. Dieses 56Ni zerfällt mit einer Halbwertszeit von zirka 6 Tagen zu 56Co, und der Zerfall des Kobalts in Eisen liefert die vom Supernovaüberrest abgestrahlte Energie. Das Modell stellt auch eine Abschätzung für die Helligkeit einer solchen Supernova auf. Die an SN 1972E gemachten Beobachtungen sowohl des Helligkeitsmaximums als auch der Abschwächungsrate stimmten allgemein mit den Vorhersagen überein und führten zu einer raschen Akzeptanz des Modells.

## Weiterführende Literatur
- R. P. Kirshner & John Beverley Oke, Supernova 1972e in NGC 5253. Astrophysical Journal. 200. Sept. 1975, pt. 1, S. 574–581 (SAO/NASA Astrophysics Data System)
- Adam G. Riess et al. Using Type IA Supernova Light Curve Shapes to Measure the Hubble Constant. Astrophysical Journal Letters. 438. Jan. 1995. *: Self Published version.